# Casa das Palavras
A Casa das Palavras (em galego:  Casa das Palabras) é um recinto situado na zona de Durmideiras, na Corunha, que durante a Guerra Civil Espanhola funcionou como um cemitério muçulmano, tendo sido restaurado para ser um ponto de encontro entre culturas.
Está incluída na zona da Torre de Hércules, declarada Património Mundial da Humanidade.

## História
O sítio foi construído durante a Guerra Civil Espanhola para sepultar os soldados muçulmanos procedentes do Protetorado Espanhol em Marrocos que combateram no bando nacional. Posteriormente, os restos destes soldados foram transportados para o Cemitério de Santo Amaro.
O cemitério foi reestruturado pelo concelho da Corunha, junto ao Ministério da Cultura do governo da Espanha, com o orçamento de cento e oitenta mil euros.
A edificação é um recinto fechado com um jardim interno de duzentos metros quadrados. Nas paredes interiores do antigo cemitério encontram-se as gravuras realizadas por Xoán Viqueira, onde há textos sobre a origem da cidade em grego, latim, árabe, irlandês e espanhol medieval, todos traduzidos em galego e espanhol. Também encontram-se duzentas e cinquenta palavras galegas e espanholas que originaram-se a partir da língua árabe.
As citações sobre a história da cidade foram retiradas da obra Las citas sobre A Coruña, procedendo da obra História Romana de Dião Cássio, do Lebor Gabála Érenn (Livro das Conquistas de Irlanda), sobre as lendas irlandesas, de Adversus paganos historiarum libri septem, e da obra de Afonso X de Leão e Castela, na que fala de Hércules e Gerião e do primeiro habitante da cidade, que a batizou com o nome de Corunha.